# Острови Гілберта
Острови Гілберта (англ. Gilbert Islands) — група островів у західній частині Тихого океану, в Мікронезії (3° 17' зх. ш. і 2° 38' пд. ш.). Входили до складу англійської колонії Острови Гілберта і Елліс. Нині належать до держави Кірибаті. Включають 16 коралових атолів. Площа 279,23 км². Населення 93496 людина (2010). Адміністративний центр — м Тарава.

## Географія
Клімат екваторіальний, жаркий і вологий, хоча південні, а почасти й центральні острови групи страждають від періодичних посух. Чагарникова рослинність. Вирощування кокосової пальми, овочів, фруктів.

## Історія
Острови Гілберта відкриті англійськими морськими офіцерами в період між 1764 і 1824 роком. Названі на честь капітана Томаса Гілберта, який відвідав ці острови в 1788 році.